# تاريخ الدعارة في فرنسا

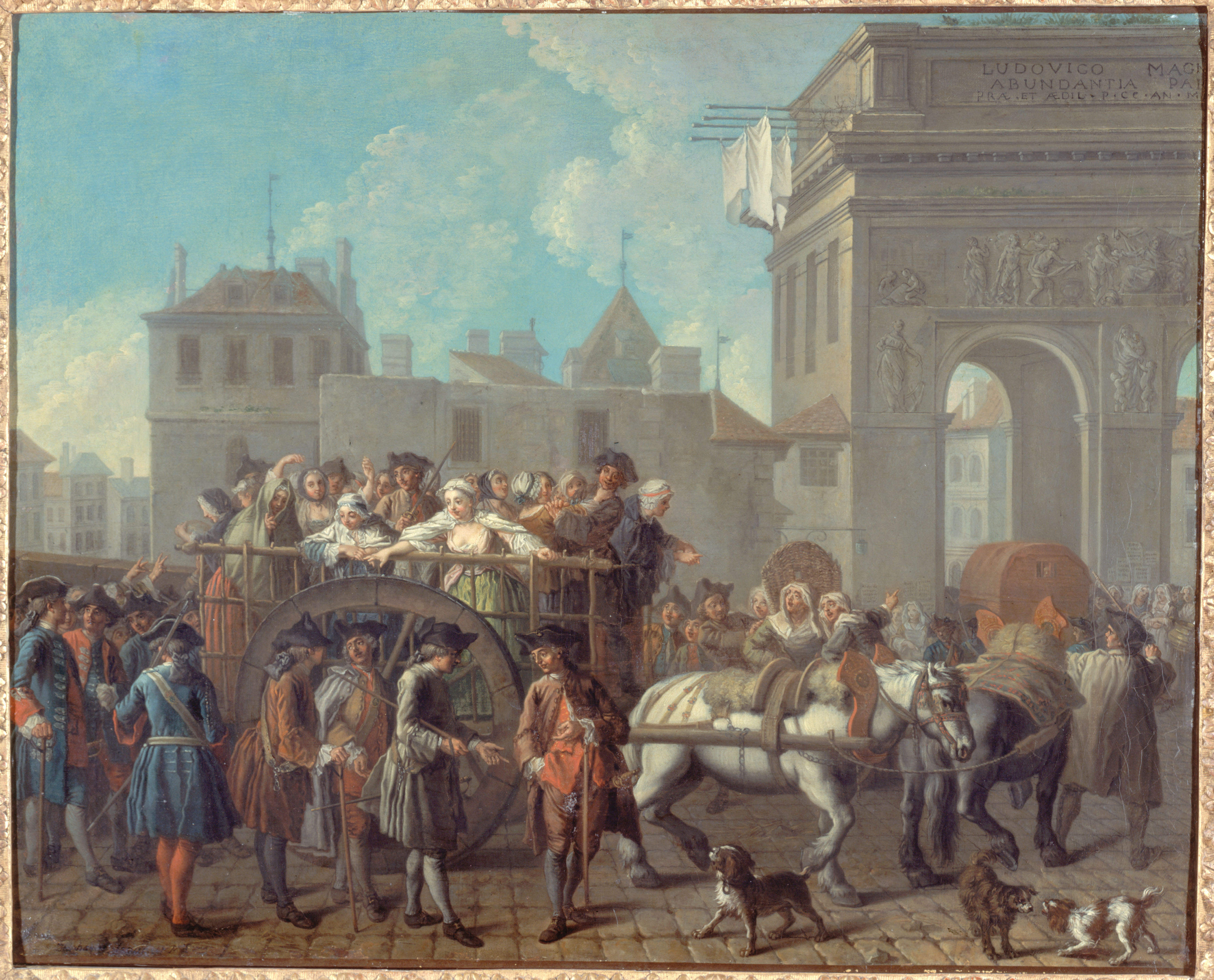
لوحة «نقل بنات المتعة إلى المشفى» (1755) بريشة إيتيان جورا

يتشابه تاريخ الدعارة في فرنسا مع تاريخ الدعارة في بعض البلدان الأوروبية الأخرى، وخصوصًا في تعاقب فترات التسامح والقمع. يتميّز تاريخ الدعارة في فرنسا ببعض السمات المختلفة، مثل الفترات الطويلة نسبيًا من التسامح إزاء بيوت الدعارة.

## العصور الوسطى

### باكورة العصور الوسطى
اضطّهد الملك القوطي الغربي ثيودوريك الأول (استمر حكمه من عام 418 إلى عام 451) القوّادين، واستخدم العنف ضدّهم، وتجسّدت العقوبة القصوى بالموت؛ وذلك بعد فترة الحكم الروماني. أصدر حفيده الملك ألاريك الثاني مجموعة قوانين تحت اسم «موجز ألاريك» في عام 506، الذي تضمّن حكمًا بحظر الدعارة وعقوبةً بالجلد العلني. شمل هذا التشريع كلًّا من القوّادين والمومسات. أدخل الملك كلوفيس الأول هذا التشريع إلى بلاد الغال الفرنكية.
حاول شارلمان (768-814) قمع الدعارة أيضًا، فأعلن عن عقوبة متضمّنة الجلد العلني (300 جلدة) في مجموعة القوانين التي أقرّها. اقتصرت هذه العقوبة على الأشخاص العاديين، وذلك بسبب انتشار الحريم والمحظيات بين الطبقات الحاكمة. عبّرت الدولة عن جدّيتها في التعامل مع الدعارة من خلال العقوبة التي وضعتها، إذ تُعتبر العقوبة المتمثّلة بـ 300 جلدة أقسى العقوبات المنصوص عليها في تشريع ألاريك (موجر ألاريك). ترتب على المذنبين قصّ شعرهم، وأن يُباعوا بصفتهم عبيدًا في حالة معاودتهم للدعارة. لا يوجد أي دليل على مدى تطبيق هذه الإجراءات.

### التسامح العام
نظّمت السلطات (البلديات أو الأمراء أو الملوك) الدعارة، وأشرفت عليها، وأضفت عليها طابعًا مؤسسيًا خلال العصور الوسطى. دفعت المباني المُدارة بواسطة البرجوازيين أو الكنيسة (وخصوصًا رئيسات الدير في القرنين الرابع عشر والخامس عشر) عقد إيجار للسلطات. أُشير إلى بيوت الدعارة العامّة هذه بواسطة فانوس أحمر يضيئه حارس المبنى خلال ساعات العمل.
وبشكل عام، أُدمجت المومسات في المجتمع بدلًا من تهميشهنّ، وذلك لقدرتهنّ على لعب دور هام في المجتمع. صُوّرت المومسات في قصص العصور الوسطى الخيالية على أنّهن شريكات لنساء أخريات، إذ تساعد المومسات هؤلاء النساء في الانتقام ممّن يسمّين بالغاويات. تحتوي كاتدرائية شارتر على زجاج معشّق مقدّم من المومسات (زجاج معشّق عن حكاية الابن الضال)، بنفس الطريقة التي قدّمت فيها النقابات التجارية الأخرى نوافذ مختلفةً.
غالبًا ما تبعت هذه التنظيمات للبلديات، التي اقتصرت على الإشراف على الأنشطة:
- حرية النشاط في شوارع أو أحياء معيّنة.
- قيود مفروضة على حرّيات المومسات (السفر، والحرمان من بعض الحقوق والامتيازات).
- ملابس إجبارية لتمييز المومسات عن النساء الأخريات (المشدّات).
- تحديد أيام وساعات لعمل هذه البيوت (10 صباحًا إلى 6 مساءً ومن الاثنين إلى السبت في باريس،[9] وتُغلق خلال قدّاس الأحد والأسبوع المقدّس).
- هناك مؤسسات خاصة (مثل الفنادق والحانات) ومومسات يعملن في الشارع أو يتنقلن من فندق إلى آخر، إلى جانب الدعارة العامة القانونية.

أُنشئت ميليشيا غير نظامية تحت اسم الروباود، وذلك في عهد الملك فيليب الثاني أغسطس حوالي عام 1189؛ إذ أوكلت إليهم مهام حراسة هؤلاء الفتيات في باريس. حكم زعيم هذه الميليشيا الملقّب بـ «ملك روبالد» الدعارة في باريس. أبعد فيليب الرابع ملك فرنسا (1285-1314) الروباود بسبب فظائعهم.

### القمع من وقت لآخر
كانت هناك بعض الاستثناءات في وسط هذا التسامح. سعى لويس التاسع إلى جعل المملكة متماشية مع المعتقدات الدينية الأخلاقية بعد عودته من الحملة الصليبية السابعة، إذ حاول حظر الدعارة مباشرةً. أعلن طرد جميع «نساء الحياة الشيطانية» من المملكة ومصادرة ممتلكاتهنّ بموجب مرسوم ملكي صادر في شهر ديسمبر من عام 1254. حدّد المرسوم هذه العقوبة لكل من المومسات والقوادين. تورات المومسات عن الأنظار، ومن ثم ضُغط على الملك لاستعادة الوضع السابق. أصدر الملك أمرًا ثانيًا في عام 1256 بسبب استحالة تطبيق المرسوم السابق. واصل الملك صبّ غضبه على النساء «المتحررات جسديًا وغيرهنّ من العرافات المعروفات»، لكنّه أقر بالجدوى العملية المتمثّلة بإسكانهنّ بعيدًا عن الشوارع والمؤسسات الدينية المحترمة وأرغمهنّ على الإقامة خارج حدود أسوار المدينة. لم تحدّ هذه التدابير من الدعارة، واستمرت أعداد المومسات بالتزايد.
سعى لويس التاسع أثناء تحضيره لخوض الحملة الصليبية الثامنة إلى القضاء على الشر في المملكة في عام 1269. تراجع الملك عن قراره هذا مرة ثانية بسبب انتشار الأنشطة السرّية للمومسات وبعض الاضطرابات. أكّد الملك على عزمه على التخلّص من الدعارة في رسالة موجّهة إلى الحكام يعود تاريخها إلى عام 1269، تحدّث فيها عن الحاجة إلى اقتلاع الشر من جذوره. حدّد الملك عقوبة المخالفة بغرامة مالية قدرها 8 سو (عملة فرنسية قديمة) والمخاطرة بالسجن في حصن شاتليت. حدّد الملك تسعة شوارع يُسمح فيها بالدعارة في باريس، إذ كانت ثلاثة منها في منطقة سكنية تُسمّى بـالحي الجميل (شارع دي لا هوشيت، وشارع فرويمون، وشارع دو رينارد سان ماري، وشارع رو تايل باين، وشارع بريسميشيه، وشارع شامب فلوري، وشارع تاريس بوتاين، وشارع غراتيه كول، وشارع تاير بوتاين).
تمثّل هذه المنطقة المناطق الأولى إلى الرابعة المتجمّعين حول الضفة اليمنى لنهر السين. حملت هذه الشوارع المرتبطة بالدعارة أسماءً مثيرةً أو غير محتشمة، بما في ذلك شارع دو بوال أو كون (أو شعر الـ «كون»، أي كلمة «كونوس» اللاتينية التي تعني الأعضاء التناسلية الأنثوية، أي شارع شعر العانة، أو شارع بوال دو بوبيس).

## وصلات خارجية
- شهادات عاهرات وعملاء (بالفرنسية)